# 盛岡市立城北小学校
盛岡市立城北小学校（もりおかしりつ じょうほくしょうがっこう）は岩手県盛岡市みたけ3丁目にある公立小学校。

## 概要
本校は、盛岡市西部のみたけ地区に位置する。

## 沿革
- 1968年（昭和43年）3月 - 盛岡市は、学校校地取得（1万6529平方メートル）。
- 1969年（昭和44年）
  - 2月 - 盛岡市教育委員会2月定例委員会にて、校名を「城北小学校」と定める。
  - 4月1日 - 開校。
  - 4月x日 - 開校式・入学式及び始業式を青山小学校にて挙行。この時点での児童数は630名（1学年～4学年）。ただし、校舎が第二期工事中の為、1学年と2学年児童は青山小学校（9学級）で、3学年と4学年児童は本校（7学級）で授業を行った。
  - 6月 - PTA結成。
  - 9月 - 開校記念大運動会開催。
  - 10月 - 開校記念文化祭。
- 1970年（昭和45年）
  - 1月 - 1学年と2学年児童を本校新校舎に移転。
  - 2月 - 校章制定。
  - 6月 - 児童通学路完成。
  - 10月 - 屋内体育館完成し、屋内体育館完成記念文化祭開催。
- 1972年（昭和47年）
  - 2月 - 校歌制定。
  - 3月 - 第1回卒業式挙行。
  - 8月 - プール完成。
  - 9月 - 校舎・体育館・プール落成記念式典挙行及び落成記念作品展開催。
- 1973年（昭和48年）
  - 1月 - 第5期工事完成。
  - 4月 - 飼育小屋完成。
- 1974年（昭和49年）7月 - 観察池完成。
- 1975年（昭和50年）
  - 4月 - からまつ吹奏楽団発足。
  - 9月 - 校庭遊具完成。
- 1976年（昭和51年）
  - 9月 - 住所表示変更により、みたけ3丁目12-1に変更。
  - 10月 - 岩石園完成。
- 1977年（昭和52年）
  - 4月1日 - 月が丘小学校開校により学区分離し、本校から児童278名移籍。
  - 4月x日 - 養護学級（現:特別支援学級「コスモス」）設置。
- 1978年（昭和53年）
  - 8月 プール浄化装置設備設置。
  - 11月 - 創立10周年記念式典挙行。
- 1979年（昭和54年）3月 - 給食室拡張工事・米飯給食実施。
- 1980年（昭和55年）11月 - プレハブ校舎解消のため、北校舎へ3教室増築。
- 1982年（昭和57年）9月 - 体育館拡張工事。
- 1988年（昭和63年）10月 - 創立20周年記念式典挙行。
- 1993年（平成5年）8月 - 南校舎2階と3階水飲み場の計4基更新。
- 1994年（平成6年）4月 - 校舎廊下と児童昇降口正面壁面塗装。
- 1998年（平成10年）10月 - 創立30周年記念式典挙行。
- 1999年（平成11年）6月 - ボイラー燃料を薪から石油へ切り替え。
- 2002年（平成14年）10月 - 第1期校舎改造工事開始。
- 2003年（平成15年）
  - 3月 - 第1期校舎改造工事完成。
  - 7月 - 第2期校舎改造工事開始。
- 2004年（平成16年）
  - 3月 - 第2期校舎改造工事完成。
  - 8月 - 第3期校舎改造工事開始。
- 2005年（平成17年） 
  - 3月 - 第3期校舎改造工事完成。
  - 6月 - 第4期校舎改造工事開始。
- 2006年（平成18年）2月 - 第4期校舎改造工事完成。
- 2007年（平成19年）7月  - 新屋内運動場建設工事開始。
- 2008年（平成20年）
  - 2月 - 新屋内運動場完成。
  - 10月 - 創立40周年記念式典挙行。
- 2010年（平成22年）6月 - 新プール完成。
- 2011年（平成23年）3月11日 - 14時46分頃に発生した東日本大震災により、本校内に避難所を開設。
- 2018年（平成30年）
  - 7月10日 - 創立50周年記念の航空写真撮影を行った。
  - 11月10日 - 創立50周年記念式典挙行。

## 学区
- みたけ1丁目（全域）
- みたけ2丁目（1番～9番）
- みたけ3丁目（全域）
- みたけ4丁目（1番～24番）
- みたけ5丁目（全域）
- みたけ6丁目（全域）
- 青山4丁目（全域）
- 月が丘1丁目（全域）
- 月が丘3丁目（28番～51番）

## 交通
- JR・IGR盛岡駅から、岩手県交通「255」
- IGR厨川駅から、岩手県北バス｢E02・E22｣
  - 上述の路線に乗車し、「城北小学校前」バス停下車。

## 周辺
- 岩手県営スケート場
- 岩手県営武道館
  - 剣道場
  - 弓道場
- 岩手県営運動公園